# جامعة كريتون
جامعة كريتون هي جامعة أمريكية خاصة تقع في مدينة أوماها في ولاية نبراسكا، تأسست جامعة كريتون عام 1878 وكانت هبة من ماري لوكريشا كريتون التي اشترطت في وصيتها إنشاء الجامعة لتكون ذكرى لزوجها.

## الوصف الأكاديمي
جامعة كريتون تصنف دائما الأولى في فئة أفضل جامعات الماجستير، في منطقة الغرب الأوسط وفقاً لمجلة يو إس نيوز أند وورلد ريبورت. كريتون هي أيضاً باستمرار في المرتبة الأولى من أفضل الكليات في البلاد وفقاً لبرنستون ريفيو. في عام 2006 صنفت مجلة بي سي وبرنستون ريفيو جامعة كريتون كأفضل خمس كليات «السلكية» في البلد.
ووفقاً لمجلة يو إس نيوز أند وورلد ريبورت، كريتون في كلية الحقوق برنامج لتسوية المنازعات قد صعد إلى المرتبة الثانية عشر في الدولة.
وعلاوةً على ذلك، يو إس نيوز آند وورلد ريبورت وضعت مرتبة جامعة كريتون في كلية الصيدلة والمهن الصحية التاسعة عشر في البلاد لأفضل كليات الدراسات العليا في العلاج الطبيعي.

## المدارس والكليات التابعة للجامعة
- كلية الآداب والعلوم.
- كلية إدارة الأعمال.
- كلية التمريض.
- كلية طب الأسنان.
- كلية الطب.
- كلية الصيدلة والمهن الصحية.
- كلية الحقوق.
- كلية الدراسات العليا.

## روابط إضافية
- موقع جامعة كريتون (بالإنجليزية)
- موقع الرياضة الخاص بالجامعة